# Margarita Karapanou
assinatura
Margarita Karapanou (em grego:  Μαργαρίτα Καραπάνου; 19 de julho de 1946 – 2 de dezembro de 2008) foi uma romancista grega, mais conhecida pelo seu primeiro romance, Kassandra and the Wolf. Seus romances foram traduzidos para vários idiomas.

## Vida e carreira
Margarita Karapanou nasceu em Atenas, Grécia, filha da romancista Margarita Liberaki e Giorgos Karapanos, advogado e poeta. Seus pais se divorciaram e sua mãe se mudou para Paris logo depois que ela nasceu. Karapanou cresceu em Atenas, na casa de sua avó materna, passando períodos sua mãe em Paris. Estudou filosofia e cinema em Paris, e ensino infantil à distância em Londres. Em Paris, ela era amiga de Marie-France Ionesco, filha de Eugène Ionesco.
Karapanou lutou contra o transtorno bipolar ao longo de sua vida.
Seu romance Kassandra and the Wolf foi traduzido para o inglês por Nikos C. Germanacos e publicado pela Harcourt Brace em 1976 antes de ser publicado na Grécia.

## Funciona
romances
- Η Κασσάνδρα και ο Λύκος [ Hē Kassandra kai ho lykos ] (Hermēs, 1977). Cassandra e o Lobo, trad. Nikos C. Germanacos (Harcourt Brace Jovanovich, 1976; Clockroot, 2009).
- Ο υπνοβάτης [ Ho hypnovatēs ] (Hermēs, 1985). O Sonâmbulo, trad. Karen Emmerich (Clockroot, 2011).
- Rien ne va plus (Hermes, 1991). Trans. Karen Emmerich (Clockroot, 2009).
- Ναι [ Nai ] (Ōkeanida, 1999). Sim.
- Lee και Lou [ Lee kai Lou ] (Ōkeanida, 2003). Lee e Lou.
- Μαμά (Ōkeanida, 2004). Mamãe.